# モロト県

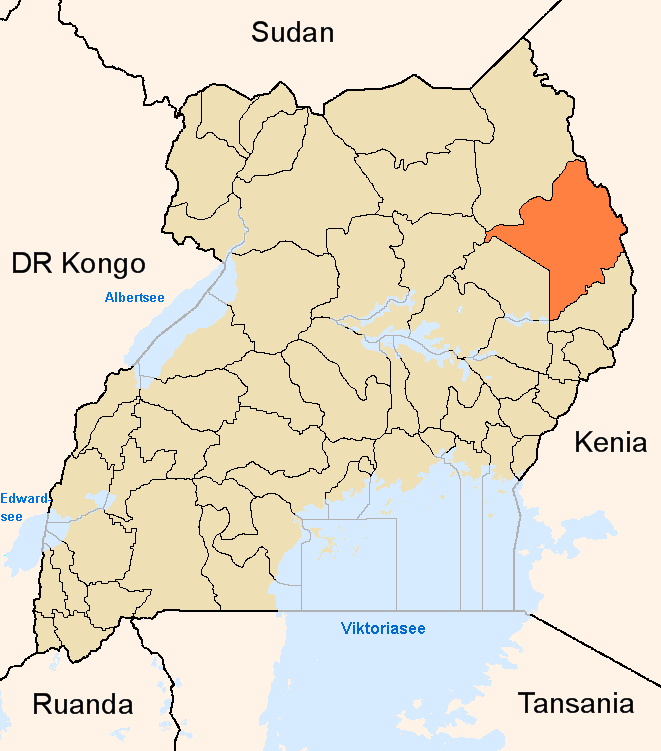
モロト県と2001年から2005年の県境（*ナカピリピリ県との境界が正しくない）

モロト県 (モロトけん、Moroto District) はウガンダ東部カラモジャ地方中南部の県。1971年に南カラモジャ県として設置され、1979年に改名された。2001年7月に南部のピアン郡、カダム郡、ウペ郡がナカピリピリ県として分割された。2002年の国勢調査人口は 170,506 人。モロト山の西に郡と同格のモロト市、西にボコラ、東にマセニコの3つの郡に11の副郡が置かれている。主な住民はカラモジョン系のボコラ、マセニコとテペス族である。半乾燥地域で放牧民が多く、農業が奨励されているが、飢餓が起っている。知事に相当する第5地域議会 (LC5) 議長はピーター・ケン・ロチャップ。

## 隣接する県
北にカボング県、コティド県、アビム県、南西にテソ地方のアムリア県、カタクイ県、西にランゴ地方リラ県、東にケニアリフトバレー州と接する。